# Жарново-Перше
Жарново-Перше (пол. Żarnowo Pierwsze) — село в Польщі, у гміні Августів Августівського повіту Підляського воєводства.
Населення — 296 осіб (2011).
У 1975-1998 роках село належало до Сувальського воєводства.

## Демографія
Демографічна структура станом на 31 березня 2011 року:
|          | Загалом | Допрацездатний вік | Працездатний вік | Постпрацездатний вік |
| -------- | ------- | ------------------ | ---------------- | -------------------- |
| Чоловіки | 140     | 33                 | 85               | 22                   |
| Жінки    | 156     | 48                 | 78               | 30                   |
| Разом    | 296     | 81                 | 163              | 52                   |